# Lepus castroviejoi
Lepus castroviejoi är en däggdjursart som beskrevs av Ramón A. Palacios 1977. Lepus castroviejoi ingår i släktet harar, och familjen harar och kaniner. IUCN kategoriserar arten globalt som sårbar. Inga underarter finns listade i Catalogue of Life.
Denna hare förekommer i Kantabriska bergen i norra Spanien. Den vistas där under sommaren i regioner som ligger 1300 till 1900 meter över havet. Habitatet utgörs främst av hedområden med några buskar. Ibland besöker haren gläntor av öppna skogar eller områden där skogen avverkades. Under vintern vandrar haren till lägre delar av bergstrakten till cirka 1000 meter över havet.
Arten är med en vikt av 2,0 till 3,2 kg en medelstor medlem av släktet harar. Den liknar fältharen i utseende. Allmänt är Lepus castroviejoi mera gulbrun än fältharen och Lepus granatensis som förekommer i samma region. Lepus castroviejoi skiljer sig även i avvikande detaljer av skallens konstruktion från fältharen. Trots dessa skillnader är inte alla zoologer övertygade att Lepus castroviejoi och fältharen är olika arter. Deras DNA har till exempel samma uppbyggnad.